# Толбузін Аркадій Миколайович
Аркадій Миколайович Торбузін (рос. Аркадий Николаевич Толбузин; 1 серпня 1920, Москва, Російська РФСР — 24 березня 1972, Москва, Російська РФСР) — радянський російський актор театру і кіно, режисер, сценарист. Заслужений артист РРФСР (1954).

## Життєпис
Закінчив Петрозаводський театральний технікум (1940). Працював у театрах. З 1960 р. — актор Центральної студії кіноактора.
Похований у Москві на Ваганьковському кладовищі.

## Фільмографія
Знявся більше ніж у тридцяти фільмах, утому числі:
- «Нові пригоди невловимих» (1968),
- «Корона Російської імперії, або Знову невловимі» (1971) — полковник Кудасов

в українських картинах:
- «У мирні дні» (1951, помічник командира),
- «Шляхи і долі» (1956, Костенко),
- «Мальва» (1957, приказчик),
- «Зміна починається о шостій» (1958, Олексій Залізняк),
- «Серце не прощає» (1961, Степан Топілін),
- «Капітани Голубої лагуни» (1962, Лукьянов),
- «Самотність» (1965, Сапфіров),
- «До уваги громадян та організацій» (1966, епіз.),
- «На зорі туманної юності» (1970, т/ф).

Як режисер (у співавторстві з Олександром Курочкіним) і співавтор сценарію (з Володимиром Черносвітовим) зняв у 1962 році художній фільм «Капітани Голубої лагуни».